# بورتمان رود
بورتمان رود (بالإنجليزية: Portman Road)‏ هو ملعب كرة قدم في إبسويتش بإنجلترا. اُفتُتح عام 1884، يتسع الملعب إلى 30 ألف متفرج.